# Isla Yushan
La isla Yushan (en chino, 渔山列岛) es una isla situada a 27 millas de Shipu (石浦), cerca de la ciudad de Ningbo, provincia de Zhejiang, al este de la República Popular de China. Se le conoce como «la primera zona de pesca en Asia». Hay arrecifes únicos y aguas cristalinas. Posee ricos recursos pesqueros, moluscos y algas, en total más de 300 tipos.
Yushan tiene dos partes, norte y sur. La parte norte es la más grande, con una superficie total de 2,3 km². Hay tres islas llamadas Yushan del Norte, Yushan del Sur (北渔山，南渔山) y el arrecife Cinco Tigres Yushan (五虎礁). El agua de mar es tan clara que la visibilidad es de más de 10 metros. Hoy en día entre 300 y 400 personas viven allí, debido a la gran cantidad de recursos de agua dulce.